# O Homem Que Sabia Demais (1934)
The Man Who Knew Too Much (prt: O Homem Que Sabia Demasiado, ou O Homem Que Sabia Demais; bra: O Homem Que Sabia Demais) é um filme britano-estadunidense de 1934, do gênero suspense, dirigido por Alfred Hitchcock.

## Elenco
- Leslie Banks .... Bob Lawrence
- Edna Best .... Jill Lawrence
- Nova Pilbeam .... Betty Lawrence
- Pierre Fresnay .... Louis Bernard
- Peter Lorre .... Abbott
- Frank Vosper .... Ramon Levine
- Hugh Wakefield .... Clive
- George Curzon...Gibson

## Sinopse
O casal inglês Bob e Jill Lawrence, juntamente com a filha Betty, estão passando as férias de inverno em Sankt-Moritz na Suíça, praticando esqui e tiro ao prato. Tudo corria bem até o momento em que Louis Bernard, um amigo deles, é atingido por um disparo enquanto dançava com Jill. Antes de morrer, Louis dá a Jill a chave de seu quarto e pede para ela pegar o pincel de barba e entregá-lo ao embaixador britânico ou a um homem chamado Gibson. Jill conta a Bob que vai até lá e encontra um bilhete com a data de 31 de março e o nome A. Hall. Temendo que a sua trama seja revelada, o assassino de Louis percebe que Bob pegou a mensagem e com a ajuda de seu sinistro chefe Abbott e comparsas sequestram Betty para manter Bob calado. Gibson se encontra com Bob e lhe conta que tanto ele como Louis eram do Serviço Secreto e que o objetivo dos sequestradores é cometer um assassinato político em Londres, a fim de iniciar uma guerra. Ele pede a Bob que conte a mensagem para descobrir a data e o local do crime. Bob e Jill não cedem e resolvem eles mesmos com a ajuda do atrapalhado "tio" Clive investigarem o paradeiro da filha, mesmo a custo das consequências temidas por Gibson.